# Чукотская литература
Чукотская литература — литература чукчей.
Долгое время чукотская литература была представлена только устным народным творчеством. Первой книгой на чукотском языке стал букварь «Челгыкалекал» («Красная грамота»), выпущенный в 1932 году. В это время на Чукотке создавались первые школы, велось массовое обучение грамоте.
Первым чукотским писателем считается Тынэтэгын (Фёдор Эммануилович Тинетев, 1920—1940), автор книги «Сказки чаучу» (1940). В 1950—1960-е годы началась творческая деятельность чукотских поэтов В. Г. Кеулькута (1929—1963), А. А. Кымытваль (1938—2015), В. Тымнетувге (1935—1965), М. В. Вальгиргина (1939—1978), В. Тынескина (1946—1979); писателя В. Ятыргина (1919—1973). Особую известность, в том числе за рубежом, получил писатель Ю. С. Рытхэу (1930—2008).
В произведениях чукотских писателей и поэтов основное место занимает Чукотка — её история, природа, люди. Книги чукотских авторов выходят как на чукотском, так и на русском языках. Произведения Юрия Рытхэу также переведены на ряд языков народов Европы.